# Sulaiman al-Mustain
Sulaiman al-Mustain (arabisch سليمان المستعين, DMG Sulaimān al-Mustaʿīn; ?-1016) war von 1009 bis 1010 und von 1013 bis 1016 Kalif von Córdoba.
Sulaiman wurde als Urenkel Abd ar-Rahmans III. 1009 von den Berbertruppen als Kalif von Córdoba eingesetzt, nachdem diese Muhammad II. al-Mahdi gestürzt hatten (siehe auch: Kalifat von Córdoba). Da Muhammad II. nach Toledo fliehen konnte, versuchte Sulaiman die Stadt zu erobern, scheiterte aber. Zwar konnten sich die Berbertruppen bei Córdoba gegen die Truppen von Muhammad II. und der mit ihm verbündeten Katalanen behaupten, doch gab Sulaiman die Schlacht vorzeitig verloren, so dass Córdoba erneut, diesmal von den Katalanen, geplündert wurde.
Nachdem er sich nach Algeciras zurückgezogen hatte, gelangte Sulaiman 1013 nach der erneuten Eroberung Córdobas durch die Berber und nach der Absetzung Hishams bis 1016 wieder auf den Kalifenthron. Eine Konsolidierung seiner Herrschaft scheiterte. So bildeten u. a. die Ziriden von Granada eine unabhängige Dynastie, die ihre eigenen Interessen in den muslimischen Machtkämpfen vertrat. Sulaiman fiel 1016 durch Verrat in die Hand der Hammudiden und wurde hingerichtet. Damit ging der Kalifentitel von den Umayyaden auf die Hammudiden unter Ali ibn Hammud al-Nasir (1016–1018) über.